# Chloé Nabédian
Chloé Nabédian, née le 21 septembre 1985 à Castres, est une présentatrice de télévision et journaliste française.
Entre août 2016 et le 15 décembre 2022, elle a présenté les bulletins météo de France Télévisions.

## Biographie

### Famille et études
Née le 21 septembre 1985 à Castres d'un père médecin d’origine arménienne et d'une mère danseuse, Chloé Nabédian suit des études à la Sorbonne en histoire de l'art. Ensuite, elle poursuit à l'École supérieure de commerce de Tours d'où elle sort diplômée d'un master.

### Carrière à la télévision
Chloé Nabédian débute à la télévision sur la chaîne MCE. Elle présente avec Julien Lozano People Inside, une émission d'interviews de personnalités dans une sorte de loft de 2012 à 2014.

#### Spécialisation dans la présentation des bulletins météo
Elle arrive en 2013 sur La Chaîne Météo où elle présente la matinale. Elle se fait rapidement repérer par la chaîne d'information en continu I>Télé qui la recrute en 2014 pour devenir journaliste spécialisée sur l'environnement et le climat ainsi que présentatrice météo dans la tranche du soir de 18 heures à 5 heures qui commence à avoir une notoriété en France.
Elle travaille aux côtés de Laurence Ferrari et d’Audrey Pulvar chaque soir et développe une information sur la météo et le climat, ludique et pédagogique. Son mentor, Michel Chevalet, la conseille pour développer cette thématique.
En 2015, elle réalise des chroniques sur le climat lors du sommet de la COP 21. Elle couvre également plusieurs éditions spéciales pour des événements climatiques et scientifiques majeurs.
En juin 2016, elle est recrutée par France 2 pour assurer la présentation des bulletins météo dès la rentrée. Michel Drucker l'invite dans son émission Vivement la Télé la veille de sa « grande première » le 28 août 2016.
À partir du 29 août 2016, elle présente les bulletins météo avant les journaux de 13 heures et 20 heures de France 2 en alternance avec Anaïs Baydemir.
Les 2 et 3 décembre 2016, elle anime le Téléthon pour la ville de Montauban avec Thomas Thouroude et Jean-Baptiste Marteau.
Le 25 décembre 2016, elle participe sur France 2 à la pièce de théâtre Un chapeau de paille d'Italie, produite par Olivier Minne. Elle joue le rôle de Clotilde, femme de chambre de la baronne interprétée par Valérie Maurice. Les rôles principaux sont joués par Bruno Guillon, Thierry Beccaro ou encore Laurent Luyat. De grandes figures de la télévision font également une apparition comme Michel Drucker, Tex ou encore Nelson Monfort.
À partir de janvier 2017, elle commence à développer le Journal météo de France 2 à 20 h 40. Au-delà du bulletin météo classique et des prévisions, elle met en place une information scientifique sur la météo et le climat. Explications des phénomènes, actualités à l'étranger, informations sur le dérèglement climatique, explications des vigilances, le nouveau journal météo apporte information et pédagogie aux téléspectateurs. En un an, l'audience a progressé de quatre points pour les météos de 19 h 55 et 20 h 40 approchant une moyenne de 17 à 18 %. Elle réalise plusieurs records d'audience dépassant régulièrement les 20 % de parts d'audience pour atteindre les 23 % le 1er janvier 2018.[réf. nécessaire]
Depuis janvier 2017, elle intervient régulièrement dans les journaux télévisés du week-end de 13 heures et le 20 heures de France 2 aux côtés de Laurent Delahousse, de Thomas Sotto et de Leïla Kaddour-Boudadi pour apporter son expertise sur les sujets qui touchent aux thèmes du climat, de la météorologie et des sciences de l'environnement.
En mars 2017, France 2 répond positivement à l'appel lancé par Mélanie Ségard, une jeune femme trisomique qui rêve de présenter la météo. Une formation de trois jours avec Nathalie Rihouet et Chloé Nabédian est mise en place pour lui donner toutes les bases. Mélanie Ségard réalisera son rêve le 14 mars 2017 devant plus de cinq millions de téléspectateurs. Tout au long de l'année, de nombreuses personnalités viendront sur le plateau du journal météo de France 2, Alma, qui fera sa toute première télévision auprès de Chloé Nabédian, les acteurs de la série Fais pas ci Fais pas ça, les acteurs de la série Dix pour cent, l'actrice Cécile Bois qui interprète Candice Renoir, ou encore le Père Fouras pour lancer la nouvelle saison de Fort Boyard[réf. nécessaire].

#### Animations ponctuelles d'autres émissions pour France Télévisions
France 2 la choisit pour fêter les cinquante ans de la chaîne, le 21 avril 2017. Elle interprète une speakerine dans le style de Denise Fabre. D'autres personnalités de la chaîne participent à cet événement dont Sidonie Bonnec, Stéphane Bern ou encore Thomas Thouroude.
En mai 2017, elle intègre l'équipe de Roland-Garros pour faire le point sur les conditions météo pour les différents matches aux côtés de Laurent Luyat et Mary Pierce.
Le 14 juillet 2017, elle fait partie du dispositif pour l'édition spéciale de France 2. Elle suit la préparation du défilé aérien avec des prévisionnistes météo de l'armée de l'air depuis l'Arc-de-Triomphe et le soir, elle présente une météo en direct du Champ-de-Mars où va se dérouler le Grand Concert de Paris et le feu d'artifice.
Les 8 et 9 décembre 2017, elle anime le Téléthon dans la ville d'Aubagne avec Jean-Baptiste Marteau.
Elle présente avec Olivier Minne le magazine Au cœur des éléments diffusé en première partie de soirée sur France 2 le 11 décembre 2018.
En 2019, elle participe à une simulation d’accident d'hélicoptère et réussit l'exercice. Un reportage relatant cet épisode est diffusé lors du journal de 13 heures.

#### Départ des bulletins météo et engagement climatique
Le 15 décembre 2022, Chloé Nabédian, après six années passées à présenter la météo sur France Télévisions, quitte les chaînes du service public France 2, France 3 et Franceinfo: pour se consacrer plus amplement à ses engagements sur le climat : « J'ai décidé de quitter mes fonctions ici pour pouvoir développer d'autres projets autour du climat et apporter du décryptage aussi sur ce sujet,. » Elle veut également se consacrer pleinement à une série d’émissions sur TV5 Monde : À la vie, à la terre.
Elle continue toutefois à « collaborer » régulièrement avec France Télévisions. En 2024, elle retourne à l'antenne de France 2 afin d'appuyer les équipes habituelles pendant les émissions spéciales, notamment autour des cérémonies du quatre-vingtième anniversaire du débarquement du 6 juin 1944 et du 14-juillet,. Elle présente également un documentaire sur le changement climatique, lequel sera diffusé en septembre 2024.

## Organisation météorologique mondiale
En juillet 2017, elle commence sa collaboration avec les Nations unies auprès de l'Organisation météorologique mondiale qui l'a choisie pour représenter la France dans une grande campagne visant à sensibiliser le public sur le dérèglement climatique. L'information s'articule autour des prévisions pour la ville de Paris en 2100.
Chaque année, elle s'implique auprès du Forum de la météo et du climat qui permet d'échanger auprès de nombreux professionnels du climat et de la météo. Depuis la création de ce forum, mille cinq cents présentateurs météo du monde entier y ont participé. En 2018, elle devient membre du jury du premier Meteo's Got Talent. Le gagnant, Doryan Da Silva, a pu être formé par France 2 et Chloé Nabédian à la présentation d'un journal météo.

## Engagements
En 2015, Chloé Nabédian s'engage en tant que marraine pour l'association Franck, un rayon de soleil qui lutte contre la gliomatose cérébrale chez l'enfant.
Le 26 mars 2017, elle participe à l'émission consacrée au Sidaction sur France 2 qui réunit de nombreuses personnalités. Elle sera au côté des bénévoles avec Sidonie Bonnec et Sophie Jovillard.
Le 26 octobre 2017, elle participe à l'émission Slam, présentée par Cyril Féraud sur France 3 au profit de La Ligue contre le Cancer avec Fabienne Carat et Patrick Sébastien.
Le 27 octobre 2017, elle défile au Salon du Chocolat au profit de Mécénat, Chirurgie cardiaque. Sa robe en chocolat a été réalisée par deux Bretons, le couturier Pascal Jaouen et le chocolatier Georges Larnicol.
L'association Franck, un rayon de soleil, dont elle est marraine, participe, au moment des fêtes de Noël 2017, au jeu Slam présenté par Cyril Féraud sur France 3. Toute la semaine, Tex, Marine Vignes ou encore Thomas Sotto participent et soutiennent l'association. Lors de sa participation avec Léa François et Nathalie Simon, le 29 décembre 2017, l'émission bat un record d'audience avec près de deux millions de téléspectateurs[réf. nécessaire].
Elle participe à l'émission Aux arbres citoyens, émission en première partie de soirée imaginée par Cyril Dion et diffusée sur France 2 en novembre 2022, qui permet de récolter 1,8 million d'euros de dons pour la lutte contre le dérèglement climatique et le maintien de la biodiversité,.

## Anecdotes
En janvier 2020, à l’antenne de Sud Radio, la présentatrice de la tranche 10 heures-midi est revenue sur les recherches associées au nom de son invitée, sur Google. Et alors qu'elle s'étonnait de voir le mot « cuir » lié à Chloé Nabédian, la météorologiste de France 2 l'a justifié en raison de ses tenues : « De temps en temps, je mets des pantalons en cuir, donc il doit y avoir des fétichistes du cuir... »